# Nouvelle-Frise
La Nouvelle-Frise est un territoire administratif norvégien situé au nord-est du Spitzberg (Svalbard). On y trouve le point le plus septentrional de l'île : Verlegenhuken qui définit le nord géographique de Hinlopenrenna et le détroit de Hinlopen. À l'ouest se trouve le Wijdefjord, et au sud les monts Atomfjell et Chydeniusfjell qui marquent la frontière avec la terre d'Olav V
La Nouvelle-Frise compte des montagnes escarpées dans le sud-ouest jusqu'à 1 713 m : le mont Newton, le point culminant du Svalbard, mais aussi le mont Général-Perrier (1 712 m), et d'autres moins abruptes dans le nord et à l'est. Au nord-est se trouvent deux grands glaciers : l'Åsgardfonn et le Valhallfonn, au sud-est le Balderfonn vers le détroit de Hinlopen.
Il n'existe pas d'habitations dans cette partie du Spitzberg et toute expédition doit être signalée au Sysselmann. La côte est vers le détroit de Hinlopen,fait partie de la Réserve naturelle du Svalbard Nord-Est. La zone côtière sur les deux côtés du Wijdefjord fait partie du Parc national d'Indre Wijdefjorden.
Arve Staxrud a été le premier à traverser la Nouvelle-Frise quand, en 1913, il partit pour sauver les survivants de l'expédition menée par Herbert Schröder-Stanz à Sorgfjorden.
La Nouvelle-Frise est ainsi dénommée en référence à la Frise, région des Pays-Bas.